# ハイス・ファン・フック
ハイス・ファン・フック（Gijs Van Hoecke、1991年11月12日 - ）は、ベルギー、ヘント出身の自転車競技選手。

## 来歴
ロードレースとトラックレースの兼用選手。
2008年
- ジュニア世界選手権自転車競技大会 マディソン 2位

2009年
- ベルギー選手権 ジュニア部門・オムニアム 優勝
- ジロ・デッラ・トスカーナ ジュニア部門総合優勝
- ジュニア世界選手権自転車競技大会 マディソン 2位

2011年
- トラックレース世界選手権 オムニアム 3位
- UCIトラックワールドカップ2011-2012
  - アスタナ - スクラッチ 優勝

2012年、トップスポート・フラーンデレン - メルカトルと契約。
- トラックレース世界選手権
  -  マディソンに、ケニー・デ・ケテルとのペアで出場。同種目連覇中のオーストラリア（キャメロン・マイヤー、リー・ハワード）らを破って優勝。

2017年、チーム・ロットNL・ユンボに移籍。
2019年、CCCチームに移籍。
2021年、AG2R・シトロエン・チームに移籍。